# آلیا پاول
آلیا پاول (انگلیسی: Aaliyah Powell؛ متولد ۲۵ اکتبر ۲۰۰۲) یک تکواندوکار انگلیسی است.
وی در مسابقات قهرمانی تکواندو جهان ۲۰۱۹ پس از شکست در مرحله نیمه نهایی در برابر تاتیانا کوداشوا، در دسته سبک‌وزن (خروس‌وزن) برنده مدال برنز شد.